# Регом
Регом (Ремгормаш) — промышленное предприятие в городе Кривой Рог Днепропетровской области.

## История
В марте 1975 году на базе 13 ремонтных цехов горно-обогатительных комбинатов Кривбасса основан завод «Ремгормаш».
В 1975—1995 годах образовано 5 основных и 3 вспомогательных цехов.
8 февраля 1996 года зарегистрировано ОАО «Регом».
В 2009 году спад выручки составил 36,5 %, в 2010 году — 11,7 %.
В ноябре 2010 года предприятие инициировало процедуру банкротства. 14 декабря 2010 года, по решению хозяйственного суда Днепропетровской области, введена процедура распоряжения имуществом и назначен арбитражный управляющий.
К середине 2011 года хозяйственный суд Днепропетровской области возбудил ликвидационную процедуру.

## Характеристика
Специализировалось на производстве запасных частей и ремонте технологического оборудования для горнодобывающей, обогатительной и дробильно-размольной промышленности.
Производились металлоконструкции, наплавочные работы, механическая (токарные, фрезерные, зуборезные операции) и термическая обработка.
В советский период работало 3194 человек, с 1996 года — 1275 человек. Директора А. Ф. Тимофеев, В. Ф. Тонконог.